# Franz Stierschneider
Franz Stierschneider (* 25. August 1941 in Wien) ist ein österreichischer Grafiker und Maler der Wiener Schule des Phantastischen Realismus.

## Familie
Franz Stierschneider war das zweite Kind von Maria und Franz Stierschneider (Vater). Er wuchs in Wien auf. 1970 heiratete er Frau Gerda, geb. Ludwig, aus dieser Ehe entstammen zwei Kinder.
Franz Stierschneider ist verwandt mit Edmund Stierschneider (1911–1995), ebenfalls Maler und Graphiker.

## Wirken
Stierschneider schloss seine Ausbildung an der Graphischen Lehr- und Versuchsanstalt in Wien als Diplomgraphiker ab. Es folgten ein Jahr in der Werbeabteilung des Österreichischen Verkehrsbüros und fünf Jahre in der Grafikabteilung im Bundesministerium für Landesverteidigung.
Im Jahr 1966 wechselte er als Graphiker in die Stabsakademie Wien/später Landesverteidigungsakademie des österreichischen Bundesheeres.
Zum damaligen Zeitpunkt befand sich die Overhead-Projektion/Prokischreiber-Technik am Beginn. Franz Stierschneider war damals federführend an der Entwicklung zeitgemäßer Folien als Unterrichtsunterlagen beteiligt. So entstand 1972 u. a. das Buch „Tageslicht-Overhead-Projektion. Selbstfertigung von Transparenten.“ von W. Milan mit Grafiken von Franz Stierschneider.
Als Leiter der Grafikabteilung gehörte die Erstellung von attraktiven und pädagogisch gut aufbereiteten Unterrichtsfolien und Lehrmitteln, sowie das Unterrichten im Generalstabslehrgang vom Einsatz verschiedenster grafischer Techniken ebenso zu seinen Aufgaben, wie die Fertigung von Prospekten und die grafische Neugestaltung der Österreichischen Militärzeitung (ÖMZ).
Mit dem Einsetzen des Computerzeitalters in der Grafik war Franz Stierschneider federführend an der Einführung der Computergrafik an der Landesverteidigungsakademie tätig und in diesem Zusammenhang als Trainer für Gestaltung, Grafik und Komposition bei den Seminaren für audiovisuelle Medien, sowie Drehbuchseminaren im Auftrag des BMLV, tätig.
Entwürfe von Dienstzeichen und Orden gingen durch seine Hand. Radierungen von Franz Stierschneider stellten Gastgeschenke für internationale Besuchern dar.
Im Jahre 2003 wurde das zwei-bändige Buch „Viribus Unitis. Die Landesverteidigungsakademie Wien“, mit Grafiken von Franz Stierschneider veröffentlicht.
Künstlerisch hochwertig waren auch die Urkunden, die Franz Stierschneider zur Verleihung von Staatspreisen an herausragende Persönlichkeiten schuf.
Lehr- und Nebentätigkeiten:
- Fachlehrer an der Berufsschule für graphisches Gewerbe
- Dozent an der Fachschule für Wirtschaftswerbung/Werbeakademie (WIFI)
- Vortragstätigkeit an der Wiener Kunstschule
- Seminare und Schulungen für den Raiffeisenverband/Raiffeisenakademie in ganz Österreich
- Grafiken für wissenschaftliche Verlage (z. B. Facultas) – v. a. anatomische Darstellungen in Federzeichnung für Universitätslehrbücher
- Grafiken in  Büchern von Heinz Magenheimer, Militärhistoriker
- Herstellung von Unterrichtsunterlagen für den technischen Unterricht österreichischer Fahrschulen: „Moderne Autoschule in Bild und Wort mit Fragen und Antworten“ von Franz L. Nigischer mit Grafiken von Franz Stierschneider[8]

## Kunst
Ausgehend von der Diplomarbeit an der Graphischen Lehr- und Versuchsanstalt Wien entwickelte Franz Stierschneider die künstlerische Tätigkeit mit der Technik der Radierung weiter. Dies stellte den Anfang seiner in der Privatheit allgegenwärtigen Kunstlaufbahn, die stets von großem künstlerischen Engagement geprägt war, dar. Er arbeitete mit Radierungen und aquarellierte Radierungen, Ölbilder und Graphit-Tusche-Grafiken.
Erste Ausstellungen in den frühen 1970er Jahren wurden von der Galerie Peithner-Lichtenfels durchgeführt, die Albertina tätigte einige Ankäufe.
Die damaligen ersten großartigen Vorstöße in die Kunstwelt schränkte Franz Stierschneider aktiv ein, da er für sich entschieden hatte, dass seine Kunst niemals „auf Knopfdruck“ aufgrund von vertraglichen Verpflichtungen, sondern aus einem innerlichen Freiraum entstehen sollte.

## Ausstellungen (Auswahl)
- 1971 Ausstellung Romantic Realities – Contemporary Austrian Graphics (Kuweit)
- 1972 Ausstellungen in der Galerie Peithner-Lichtenfels mit Zeitgenossen des Wiener Phantastischen Realismus (Ernst Fuchs, Erich Brauer, Rudolf Hausner, Peter Proksch)
- 1972 Ausstellung Das Portrait im phantastischen Realismus (1972 Reichenau/Rax)
- 1972 Ausstellung an der Graphikbiennale Wien
- 1973 Ausstellung Österreichisch-Israelitische Gesellschaft (Wien)
- 1975 Ausstellung Arta Österreich (Salzburg)
- 1976 Ausstellung Creditanstalt-Bankverein (Wien)
- 1976 Ausstellung Galerie am Marktplatz (Deutschland)
- 1981 Ausstellung Casinos Austria (Baden)[10]
- 2003 Ausstellung Raiffeisenbank Waldviertel (Zwettl)
- 2009 Ausstellung Bezirksmuseum Neubau (1070 Wien)
- 2013 Ausstellung Lange Nacht der Kirchen (Jakob-Kern-Haus – Militärpfarre, Wien)[11]
- 2022 Ausstellung Ternitz/NÖ[12]
- 2022 Volkskundemuseum Wien Tage der offenen Ateliers/im 8ten herum[13][14]

## Publikationen
- mit Heribert Fernau, Johann Maurer: Daten, Trends und Interpretationen zum Budget der österreichischen Landesverteidigung. Institut für Militärische Sicherheitspolitik an der Landesverteidigungsakademie Wien, Wien 1990, 99 Seiten.
- Ent-Wicklungen. Immerwährendes Entdecken. Radierungen, Öl auf Leinwand. Ausstellungskatalog, Jakob-Kern-Haus, Militärpfarre Wien 2013, 19 Seiten.

Illustrationen in:
- Franz L. Nigischer: Moderne Autoschule. In Bild und Wort. Lehrbuch für Führerschein-B. Perlen-Reihe
- Wolfgang Milan: Tageslicht-Overhead-Projektion. Selbstfertigung von Transparenten. Wissensvermittlung leicht gemacht. Eigenverlag, Wien 1971, 43 Seiten.
- Wolfgang Milan: Bildprojektion. Dia-, Epi-, Filmprojektion, Tonbildschau und Multivision in der praktischen Anwendung. Moderne Wege zur sichtbaren Information. Eigenverlag, Wien 1973, 87 Seiten.
- Raimund Schittenhelm u. a.: Viribus Unitis. Die Landesverteidigungsakademie Wien. Heeresdruckerei, Wien 2003, ISBN 3901328742.

## Anerkennungen
- Im Jahre 2008 wurde ihm für in langjähriger Ausübung des Berufes erworbene besondere Verdienste um die Republik der Berufstitel Professor durch Bundespräsident Heinz Fischer verliehen.